# William Lockwood (aviron)
Pour les articles homonymes, voir William Lockwood et Lockwood.
William Lockwood, né le 13 mai 1988 à Fitzroy, est un rameur d'aviron australien.

## Palmarès

### Jeux olympiques
- 2012 à Londres,  Royaume-Uni
  -  Médaille d'argent en quatre sans barreur

### Championnats du monde
- 2010 à Hamilton,  Nouvelle-Zélande
  -  Médaille de bronze en huit
- 2011 à Bled,  Slovénie
  -  Médaille d'argent en deux avec barreur